# Євкуров Юнус-Бек Баматгірійович
Юну́с-Бек Баматгірійович Євку́ров (інг. Евкурнаькъан Баматгире Юнус-Бек; нар. 30 липня 1963, с. Тарське, Приміський район, Північно-Осетинська АРСР, РРФСР, СРСР) — російський інгушський державний військовий. Заступник Міністра оборони Російської Федерації з 8 липня 2019 року. Генерал армії (2024). Герой Російської Федерації (2000). Член Вищої ради партії «Єдина Росія».
Президент Республіки Інгушетія з 31 жовтня 2008 до 31 грудня 2010 (тимчасово виконуючий обов'язки президента Республіки Інгушетія з 30 по 31 жовтня 2008). Глава Республіки Інгушетія з 1 січня 2011 року по 26 червня 2019 року (тимчасово виконував обов'язки голови Республіки Інгушетія з 4 липня по 8 вересня 2013 року). Після тривалих протестних мітингів в Інгушетії у червні 2019 року оголосив про дострокову відставку.

## Сім'я
- Дружина — Марета Євкурова (до шлюбу Кодзоєва) значно молодша за чоловіка: її мати навчалася з Євкуровим у паралельних класах. 23 грудня 2007 року зіграли весілля у батьківському будинку в Тарському, було 300—400 гостей. У сім'ї п'ятеро дітей: старший син Ітар (2008), дочка Далі (2011) та молодші сини Рамазан (2010), Магомед (2013), Берс (2016). Марета займається вихованням дітей[6].
- Племінник — Адам Хамхоєв, капітан ПДВ РФ, командир десантно-штурмової роти. Загинув в ніч із 20 на 21 травня 2022 року в ході бойових дій на території України[7].

## Санкції
Юнус-Бек Євкуров є особою, безпосередньо відповідальною за вторгнення російських військ на територію України, є підсанкційною особою багатьох країн світу.
15 березня 2022 року, на тлі вторгнення Росії в Україну, внесений до блокуючого списку санкцій США.
15 березня 2022 року доданий до списку санкцій Великої Британії як відповідальний за розгортання російських військ, які брали участь у нападі на Україну.
6 травня 2022 року внесений до списку санкцій Канади за «співучасть у виборі президента Путіна вторгнутися в мирну і суверенну країну».
6 жовтня 2022 року потрапив під санкції країн Євросоюзу.
19 жовтня 2022 року доданий до санкційного списку України.